# Daria Harjevschi
Daria Harjevschi (1862 – Chișinău, 28 giugno 1934) è stata una bibliotecaria rumena che ha diretto la Biblioteca Nazionale di Chișinău nell'odierna Repubblica di Moldavia.

## Biografia
La più giovane direttrice dell'unica biblioteca pubblica a quel tempo di Chișinău, è entrata in ruolo a 22 anni ed è rimasta per 40 anni (dal 1884 al 1924).
Viene ricordata per i suoi contributi al miglioramento della biblioteca mediante ordinamento alfabetico sistematico, l'introduzione di nuovi servizi bibliotecari sulla base di viaggi di studio nelle biblioteche di Charkiv, Poltava e Odessa e la sua partecipazione attiva al congresso dei bibliotecari russi del 1921 in San Pietroburgo. Nel 1891, su sua iniziativa fu aperta la sezione di prestito bibliotecario e nel 1900 la Biblioteca per i bambini "A.S. Puškin".
Durante la direzione di Daria Harjevschi, la democratizzazione della biblioteca ha significato l'inserimento nei fondi bibliotecari della letteratura anti zarista, anti religiosa e materialista (la collezione della biblioteca, a 70 anni dalla nascita, aveva raggiunto complessivamente 38.000 volumi). Nel 1902 l'amministrazione comunale ha fornito la biblioteca di una nuova sala con ventilazione, riscaldamento a vapore ed illuminazione elettrica.